# Musée national Giuseppe Verdi
Pour les articles homonymes, voir Verdi (homonymie).
Le Musée national Giuseppe Verdi (Museo nazionale Giuseppe Verdi, en italien) est un musée de la musique et d'art de 2009, de la Villa Pallavicino (it), consacré au compositeur Giuseppe Verdi (1813-1901), à Busseto dans la province de Parme en Émilie-Romagne en Italie,.

## Histoire

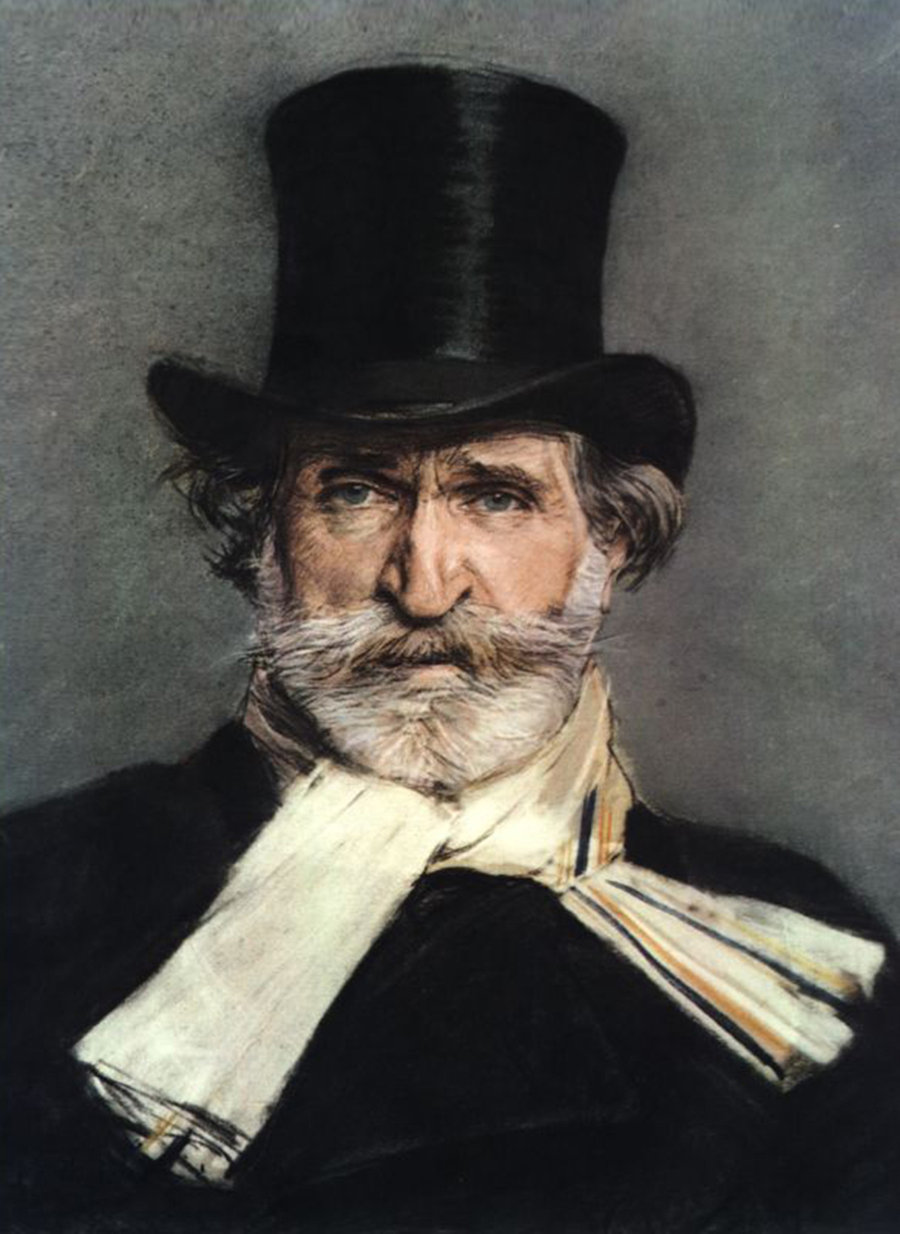
Giuseppe Verdi, par Giovanni Boldini.

Giuseppe Verdi naît en 1813 dans la maison familiale de Roncole (hameau de Busseto). Le musée municipal est inauguré le 10 octobre 2009, le jour du 196e anniversaire de sa naissance, dans l'ancien musée d'art et d'histoire de la Villa Pallavicino (it) de Busseto, de style Renaissance du XVIe siècle. 
Il expose un parcours musical dans un décor théâtral scénographique historique d'époque du XIXe siècle, de Pier Luigi Pizzi, réparti sur une trentaine d'espaces consacrés à la trentaine d'opéras du compositeur, qui a dominé, avec ses œuvres, la scène lyrique de son temps,.

## Quelques autres lieux et musées consacrés à Giuseppe Verdi
- Maison natale de Giuseppe Verdi de Roncole Verdi.
- Palazzo Cavalli de Busseto.
- Palazzo Sauli Pallavicino de Gênes.
- Villa del Principe de Gênes
- Villa Verdi de Sant'Agata en Émilie-Romagne.
- Casa di riposo per musicisti (maison de retraite des musiciens) de Milan
- Festival Verdi (it) du Teatro Regio de Parme en Émilie-Romagne.